# Daniele Emanuello
Daniele Emanuello, né à Gela le 23 juillet 1963 et mort par balles le 3 décembre 2007, est un puissant chef de la mafia sicilienne, la Cosa nostra. 
Daniele Emanuello intègre très tôt le crime organisé. Dès 1988, à 25 ans, il échappe à une première tentative d'assassinat, puis à une deuxième tentative en 1989, à l'instigation de la Stidda, l'autre mafia sicilienne. Avec ses frères, Nunzio, Davide, et Alessandro, il est à la tête d'un des clans les plus puissants de la partie sud-orientale de l'île, clan basé à Gela. 
À partir de 1996, il est recherché par la police italienne pour homicides, association mafieuse, trafic de drogue, et extorsion, faisant partie des dix fugitifs les plus dangereux. Risquant de longues années de prison, il s'évanouit dans la nature, se cachant dans la campagne sicilienne d'où il continue peut-être à gérer ses affaires. En 1999, un mandat d'arrêt international est lancé contre lui. 
Le 3 décembre 2007 au matin, la police encercle sa cachette, une ferme isolée de Villapriolo, au cœur de la Sicile, entre Enna et Caltanissetta. Daniele Emanuello cherche à fuir lors de l'assaut, et la police tire : une balle l'atteint à la nuque, le tuant sur le coup. Il avait eu le temps d'avaler des documents contenant des noms et des numéros de téléphone juste avant, comme l'ont montré lors de l'autopsie des fragments de papier coincés dans son œsophage.
L'évêque de Piazza Armerina, Michele Pennisi, engagé dans la lutte contre la mafia, a refusé que soient célébrées les obsèques chrétiennes de Daniele Emanuello, ce qui lui a valu d'être menacé de mort et placé sous protection de la police.